# Neoz
《Neoz》(태국어: นีออซ 니옷[*])는 태국의 주간 만화 잡지이다. 일본 원작의 만화들을 번역하여 싣는데, 《주간 소년 선데이》에 실리는 만화가 주를 이룬다.
이하의 목록은 완전한 목록이 아니며, 대표적인 작품들만 나열한 것이다.

## 과거에 실렸던 만화
- 크로스 게임
- 아이코라
- 신암행어사
- 미도리의 나날
- H2
- 주법해금!! 하이드&클로저
- 새벽의 이지스

## 연재 중인 만화
- 하야테처럼!
- 명탐정 코난
- 절대가련 칠드런
- 베르세르크
- 월광조례
- 철완 버디
- 사상최강의 제자 켄이치

## 같이 보기
- 주간 소년 선데이
- 붐